# Односи Србије и Кине
Односи Србије и Кине су инострани односи Републике Србије и Народне Републике Кине.

## Историја односа
Сматра се да је први кинески путописац који је посетио Београд био Канг Јувеј 1908. године.
Србија и Кина успостављају званичне дипломатске односе 2. јануара 1955. године.

### Односи ФНР/СФР Југославије и НР Кине
Иако је Федеративна Народна Република Југославија као једна од првих држава 1. октобра 1949. године признала Народну Републику Кину, услед сукоба са СССР-ом и државама Коминформа, међудржавни односи су успостављени тек 1955. године, након нормализовања југословенско-совјетских односа доласком Никите Хрушчова у Београд.
Добри односи са НР Кином су трајали до 1958. године када су се пореметили услед доношења програма СКЈ, што је за последицу имало нову кампању СССР и социјалистичких земаља, а нарочито Албаније и НР Кине против ње.
1975. године позван је у посету председник југословенске владе Џемал Биједић.
Председник Јосип Броз Тито је дочекан у Пекингу 1977. године и том приликом су обновљени и државни и партијски односи. То је била прва посета шефа југословенске државе НР Кини.
21-28. августа 1978. висока партијско-државна делегација НР Кине, на челу са Хуа Гуофенгом, председавајућим ЦК КП Кине и премијером Државног савета, долази у посету Југославији. Хуа Гуофенг је постао почасни грађанин Београда.
Хуa Гуoфeнг је 1980. присуствовао сахрани Јосипа Броза Тита.
Председник СИВ Веселин Ђурановић је посетио Кину од 16. до 20. октобра 1980. године.
У Кини су боравили председник Скупштине СФРЈ Раиф Диздаревић, председник Председништва СФРЈ Радован Влајковић и други.
Кинески председник Ли Сјенњен је посетио Југославију августа 1984. године. Ли Сјенњен је проглашен почасним грађанином Београда.
Кинески премијер Џао Цијанг је боравио у Београду 1986. године угостио га је Бранко Микулић, осми по реду председник СИВ-а СФРЈ.

### Односи СР Југославије и НР Кине
Кина се у кризи у бившој СФРЈ држала врло повучено. У Савету безбедности УН НР Кина се уздржавала од гласања у прилог резолуција које су биле неповољне по СР Југославију, док је показала и неспремност да се меша у сукобе на територији тадашње СФРЈ и СРЈ и тиме замери САД и наруши свој мирни развој.
Премијер СРЈ Милан Панић је посетио Пекинг од 14-16. септембра 1992. године
Септембра 1993. године министар иностраних послова, Владислав Јовановић је посетио Кину, а априла 1995. године посету је узвратио кинески министар и један од потпредседника владе Ђен Ћичен.
Јуна 1995. године на сајам у Харбину, отпутовао премијер Републике Србије Мирко Марјановић.
Председник СРЈ Зоран Лилић је посетио Кину од 18-23. децембра 1995. на позив председника Кине Ђианг Цемина.
У Кину је путовао и министар иностраних послова Милан Милутиновић.
Председник СРЈ Слободан Милошевић је посетио Кину од 13-16. новембра 1997. на позив кинеског председника Ђианг Цемина.
Бомбардовање кинеске амбасаде у Београду током НАТО агресије на СРЈ се догодило 7. маја 1999. тада су убијена три кинеска службеника амбасаде и рањено 27 кинеских држављана.
Живадин Јовановић, министар спољних послова посећује Кину крајем децембра 1999. године, када је кинеска влада дала СРЈ помоћ у вредности од 300 милиона долара.
2000. у априлу Кину је посетио црногорски премијер Филип Вујановић, а у јуну опозициони градоначелник Београда Војислав Михаиловић. Њему је у Министарству иностраних послова НР Кине исказана захвалност за све што су градске власти учиниле након бомбардовања кинеске амбасаде.
Почетком децембра 2000. године у Београд је потписано Заједничко саопштење савезног министра за иностране послове СРЈ Горана Свилановића и министра иностраних послова НР Кине Танг Ђасуана. У саопштењу су одређени принципи међусобних односа две земље.
Председник СРЈ Војислав Коштуница је посетио Кину од 9. до 11. јануара 2002.

### Односи Државне заједнице СЦГ и НР Кине
У време државне заједнице Србије и Црне Горе већ током 2003. године остварен је низ билатералних посета на високом нивоу. Кину су посетили министар спољних послова Горан Свилановић (17-20. априла), председник Владе Црне Горе Мило Ђукановић (12-17. јула), председник ПИВ-а Војводине Ђорђе Ђукић (октобар), председник Владе Републике Србије Зоран Живковић (7-11. новембра) и потпредседник Владе Црне Горе Бранимир Гвозденовић (7-13. децембра).
Јануара 2005. године у посету Кини одлази председник Парламента државне заједнице Зоран Шами.
Фебруара 2005. године председник Србије Борис Тадић одлази у званичну посету Кини.
Од 19. до 21. августа 2005. године у посети СЦГ, боравио је кинески министар спољних послова Ли Џаосин.
У октобру 2005. године министар спољних послова СЦГ Вук Драшковић је посетио НР Кину, а у децембру исте године је посетио Кину и министар за људска и мањинска права Расим Љајић.
После осамостаљења Републике Црне Горе 21. маја 2006. године, Република Србија је, такође, постала самостална и суверена држава и наследница међународноправног субјективитета последње заједничке јужнословенске државе – Државне заједнице Србија и Црна Гора.

## Билатерални односи
У јуну 2007. године Кину је посетио начелник Генералштаба Војске РС Здравко Понош, а затим у септембру и министар спољних послова Вук Јеремић.
Када је Косово 17. фебруара 2008. године прогласило независност, Кина је била против тога, нарочито ако се има у виду да је она све време давала пуну подршку територијалној целовитости и суверенитету Републике Србије, пуном и доследном спровођењу Резолуције СБ УН 1244 о Косову и Метохији и Резолуцијама 1345 и 1371 Савета безбедности УН, о непроменљивости граница у региону.
У августу 2008. године су председник Србије Борис Тадић и министар спољних послова Вук Јеремић присуствовали церемонији отварања Олимпијских игара у Пекингу. Током њиховог боравка уприличен је сусрет двојице председника, уз присуство министра иностраних послова Кине Јанг Ђиешија. Церемонији отварања Олимпијских игара присуствовала је и министарка спорта Србије Снежана Самарџић-Марковић.
Председник Србије Борис Тадић, на позив кинеског председника Ху Ђинтаоа је био у седмодневној државној посети Кини од 19. до 25. августа 2009. године. Том приликом Борис Тадић је потписао са председником Кине Ху Ђинтаом Споразум о стратешком партнерству између две земље, док је миистар економије и регионалног развоја Млађан Динкић потписао Споразум о економској и техничкој сарадњи РС и НР Кине у инфраструктурним пројектима. Након потписивања Споразума о стратешком партнерству, Борис Тадић је изјавио да Србија има „четири стуба“ спољне политике (придодавање Кине уз ранија „три стуба спољне политике“ Европске уније, Руске Федерације и Сједињених Америчких Држава).
Споразум о економској и техничкој сарадњи у инфраструктурним пројектима из 2009. године дао је подстицај интензивирању економских односа, што је резултирало и сарадњом на два капитална инфраструктурна пројекта у Републици Србији – мосту на Дунаву и Термоелектрани „Костолац“.
Србија је имала павиљон за Експо 2010 у Кини који је представљао шару са пиротског ћилима. Павиљон је отворио министар спољних односа Србије Вук Јеремић.
Председник Владе Републике Србије Мирко Цветковић посетио је Кину у јуну 2010. године, да би већ средином јула исте године Србију посетио председник кинеског парламента Ву Бангу.
У 2011. години, је у мају кинески министар иностраних послова Јанг Ђиеч посетио Србију. Затим је у августу тадашња председница Народне скупштине Републике Србије Славица Ђукић-Дејановић посетила Кину, док је министар спољних послова Србије Вук Јеремић боравио тамо крајем исте године. Током његове посете Сајму високе технологије у Шенџену неке кинеске фирме су потврдиле своју решеност да инвестирају у Србији.
Крајем јануара 2013. године у Кини је боравио министар природних ресурса, рударства и просторног планирања Милан Бачевић. Он се сусрео са званичницима кинеске Владе и представницима компанија које су заинтересоване за сарадњу на реализацији пројекта пловног канала Београд-Солун. Овај канал је од велике важности за Србију не само због свог транспортног значаја, већ и енергетског и пољопривредног. Министар Бачевић је том приликом потписао Протокол о разумевању за израду студије оправданости пројекта са кинеском компанијом Чајна гезуба груп корпорејшн. Она је већ после две недеље испитивања проценила да је пројекат градње канала „Морава“ изводљив иако постоје одређене инфраструктурне препреке које је могуће решити. Имајући у виду да се ради о дугорочном мултилатералном пројекту који захтева доста новчаних средстава и времена да се приведе крају, а да је Србија већ доста задужена, остаје да се осмисли начин на који би тај велики пројекат могао бити финансиран.
2013. након четири године од потписивања Споразума о стратешком партнерству између НР Кине и Републике Србије Кину је посетио нови српски председник Томислав Николић. Значај те посете је што она представља прву посету једног шефа државе из региона Централне и Источне Европе НР Кини, од избора новог кинеског руководства у марту 2013. године. Током посете, која је трајала од 25. до 29. августа, председник Републике Србије је боравио у Пекингу, Хангџоу и Шангају. У делегацији су били министар спољних послова Иван Мркић, министар грађе винарства и урбанизма Велимир Илић, министар рударства, природних ресурса и просторног планирања Милан Бачевић, као и супруга председника Драгица Николић. Председник Николић је у Пекингу разговарао са председником НР Кине, Си Ђинпингом, премијером Ли Кећиангом и председником Свекинеског народног конгреса Џанг Деђиангом. Два председника потписала су Заједничку изјаву о продубљивању стратешког партнерства.
Средином октобра у посети Србији је био заменик министра иностраних послова НР Кине Сунг Тао који је уједно и генерални секретар секретаријата за сарадњу Кине и земаља Централне и Источне Европе. Том приликом он се сусрео са премијером Ивицом Дачићем, министром природних ресурса, рударства и просторног планирања Миланом Бачевићем и министром саобраћаја Александром Антићем. На састанку је оцењено да односе Кине и Србије карактерише традиционално пријатељство, поуздано партнерство и висок степен поверења и подршке. Истакнуто је да Кина подржава европски пут Србије, покренуте реформе и настојања да се проблеми на Косову и Метохији решавају дијалогом. Посебан акценат је дат постојећем Механизму сарадње Кине са 16 држава Централне и Источне Европе и предстојећем састанку премијера свих земаља у Букурешту. Премијер Дачић је предложио да се наредни састанак премијера ових држава одржи у Београду и да се седиште тела, које у оквиру Механизма Кина–ЦИЕЗ координира сарадњу у области инфраструктуре и саобраћаја, буде у Београду. Истог дана уприличен је и састанак Сунг Таоа са министром спољних послова Иваном Мркићем.
Премијер Србије Александар Вучић се састао са Ли Kећангом у Tjенђину септембра 2014. где је учествовао на Светском економском форуму, и ту су два премијера договорили самит 16+1 у Београду. Децембра 2014. кинески премијер Ли Кећанг посетио је Србију на Трећем састанку Кине и 16 земаља централне и источне Европе, потписао је уговор о изградњи брзе пруге Београд–Будимпешта и учествовао у церемонији отварања Пупиновог моста, то је прва посета кинеског премијера Београду после 28 година. Ли Kећанг је проглашен почасним грађанином Београда.
Председник Србије Томислав Николић и гарда Војске Србије су 3. септембра 2015. присуствовали војној паради у Пекингу поводом 70 година од победе у Другом светском рату.
Премијер Србије Александар Вучић је боравио у Кини у Суџоу новембра 2015, где је учествовао на Четвртом самиту Кине и 16 земаља Централне и Источне Европе, Вучић је потписао меморандум о разумевању са кинеском компанијом ХБИС другим највећим произвођачем челика у свету. У априлу 2016. је кинеска компанија Хестил (раније звана ХБИС) купила српску Железару Смедерево, коју је преузела крајем јуна.
Председник Кине Си Ђинпинг је био у тродневној посети Србији од 17. до 19. јуна 2016. То је прва посета кинеског председника после 32 године. Председници Кине и Србије Си Ђинпинг и Томислав Николић положили су камен темељац за изградњу Кинеског културног центра, открили су потом споменик кинеском филозофу Конфучију и таблу новоименоване Конфучијеве улице и „Трга пријатељства Србије и Кине”, на месту некадашње кинеске амбасаде на Новом Београду. Потписан је уговор о изградњи ауто-пута Сурчин-Обреновац. Си Ђинпинг је одликован Орденом Републике Србије на огрлици. Круна посете кинеског председника Си Ђинпинга Србији је обилазак Железаре "Смедерево", коју је приватизовао кинески челични гигант "Хестил".
Новембра 2016. на самиту Кине и 16 земаља Централне и Источне Европе у Риги Летонији Србија и Кина су потписали споразум о узајамном укидању виза.
Марта 2017. председник Томислав Николић је посетио Кину. Маја 2017. председник Владе Александар Вучић учествује на самиту Појас и пут у Пекингу.
Делегација предвођена председником Александром Вучићем је октобра 2023. у Пекингу потписала рекордних 18 споразума о сарадњи са Кином. Том приликом потисан је и споразум о слободној трговини.

#### Суверенитет и територијални интегритет
Србија подржава Политику једне Кине.
Кина није признала независност Аутономне Покрајине Косова и Метохије.
Кина је гласала против пријема Косова у УНЕСКО 2015.
Иако је НР Кина против независности Косова, кинеске компаније успешно послују на територији. Разлог за то је чињеница да НР Кина исто тако нема ништа против успостављања економских односа држава са Тајваном, али се противи политичким и безбедносним односима.

### Економски односи
- У 2020.г. укупна робна размена износила је 3,66 милијарде УСД. Извезено је робе за 377 милиона, а увезено за 3,29 милијарде долара.
- У 2019.г. укупно је размењено робе за 2,83 милијарде УСД. Извезено је робе за 329 милиона, а увезено за 2,5 милијарде.
- У 2018.г. укупна робна размена досегла је 2,26 милијарде УСД. Од тога извезли смо за 92 милиона, а увезли за 2,1 милијарду.
- У 2012.г. укупно је размењено робе за 1,4 милијарду УСД. Извезли смо за 20 милиона, а увезли за 1,38 милијарду долара.
- У 2007.г. укупна робна размена досегла је 1,37 милијарди УСД. Од тога извоз из наше земље 5,6 милиона, а увоз у Србију 1,36 милијарда долара.[6][7]

## Дипломатски представници

#### У Београду
- Ли Минг,[8] амбасадор 2023—
- Чен Бо, амбасадор, 2019—2023.
- Ли Манчанг, амбасадор, 2014—2019.
- Џанг Ван Шу, амбасадор, 2011—2014.
- Веи Ђингхуа, амбасадор, 2008—2011.
- Ли Гуобанг, амбасадор, 2003—2008.
- Вен Сигуеј, амбасадор, 2000—2003.
- Пан Жанлин, амбасадор, 1997—2000.
- Џу Анкан, амбасадор, 1992—1998.
- Џанг Даке, амбасадор, 1991—1993.
- Ма Сјушенг, амбасадор, 1988—1991.
- Тјен Ценгпеј, амбасадор, 1986—1988.
- Сје Ли, амбасадор, 1983—1986.
- Пенг Гуангвеј, амбасадор, 1981—1983.
- Џоу Ћује, амбасадор, 1978—1981.
- Џанг Хајфенг, амбасадор, 1973—1978.
- Ценг Тао, амбасадор, 1970—1973.
- Ју Лисјуен, отправник послова, 1967—1970.
- Кан Маоџао, отпр. послова, 1964—1967.
- Џоу Мин, отпр. послова, 1961—1964.
- Џоу Ћује, отпр. послова, 1958—1961.
- Ву Сјућуен, амбасадор, 1955—1958.

#### У Пекингу
Амбасада Републике Србије у Пекингу (Кина) радно покрива Северну Кореју, Монголију и Пакистан.
- Иван Кандијаш, отправник послова, 2020. -
- Милан Бачевић, амбасадор, 2015. - 2020.[12]
- Татјана Панајотовић Цветковић, отпр. послова, 2014. -
- /   Миомир Удовички, амбасадор, 2006. - јануар 2013.
- Драган Момчиловић, амбасадор, 2004. - 2006.
- Владимир Кохут, отправник послова, 2002. - 2003.
- Илија Ђукић, амбасадор, 2001. - 2002.
- Слободан Унковић, амбасадор, 1995. - јануар 2001.
- Јордан Динић, отправник послова, 1992. - 1995.
- Илија Ђукић, амбасадор, 1990. - 1992.
- Звоне Драган, амбасадор, 1985. - 1989.
- Сава Обрадовић, амбасадор, 1982. - 1985.
- Мирко Остојић, амбасадор, 1978. - 1882.
- Милојко Друловић, амбасадор, 1973. - 1978.
- Богдан Орешчанин, амбасадор, 1970. - 1973.
- Владо Шестан, отпр. послова, 1959. - 1960.
- Владимир Поповић, први амбасадор ФНРЈ у НР Кини, 1955. - 1958.